# Vlag van Wormer

Vlag van de gemeente Wormer (1981-1991)

De vlag van Wormer is per 26 januari 1981 bij raadsbesluit vastgesteld als gemeentelijke vlag van de voormalige Noord-Hollandse gemeente Wormer. De vlag kan als volgt worden beschreven:
Blauw, met een besnord en bebaard mannengezicht van geel, met rond het hoofd een band, en met een hoogte van 9/10 van de vlaghoogte; aan de vluchtzijde vanuit de hoekpunten een driehoek van geel, reikend tot een punt op de halve vlaghoogte en op 5/6 van de vlaglengte.
De vormgeving van de vlag is afgeleid van het gemeentewapen. De afbeelding van het hoofd wijkt enigszins af van die op het gemeentewapen; de kroon is vervangen door een hoofdband. Nadere bestudering van oude zegelafdrukken doet vermoeden dat het hoofd ofwel gekroond was met een doornenkroon, ofwel een doek rond het hoofd droeg die ter weerszijden van het hoofd naar beneden hangt. Het gaat waarschijnlijk om een afbeelding van Jezus.
Het gemeentelijk dundoek bleef tot 1 januari 1991 in gebruik, op die dag is de gemeente opgegaan in de gemeente Wormerland.

## Verwante afbeeldingen

Wapen van Wormer
Idem, volgens de HRvA

Akersloot
· Andijk
· Anna Paulowna 
· Assendelft 
· Beemster 
· Bennebroek 
· Blokker 
· Broek in Waterland 
· Bussum 
· Callantsoog 
· Edam 
· Egmond 
· Egmond aan Zee 
· Egmond-Binnen 
· Graft-De Rijp 
· 's-Graveland 
· Haarlemmerliede en Spaarnwoude 
· Harenkarspel 
· Heerhugowaard 
· Hensbroek 
· Hoogwoud 
· Ilpendam 
· Jisp 
· Krommenie 
· Langedijk 
· Limmen 
· Marken 
· Midwoud 
· Monnickendam 
· Muiden 
· Naarden 
· Nederhorst den Berg 
· Nibbixwoud 
· Niedorp 
· Noorder-Koggenland 
· Obdam 
· Opperdoes 
· Schermer 
· Schermerhorn 
· Schoorl 
· Sint Maarten 
· Terschelling 
· Terschelling en Vlieland 
· Twisk 
· Venhuizen 
· Vlieland 
· Warmenhuizen
· Weesp
· Wervershoof 
· Wester-Koggenland 
· Westwoud 
· Westzaan 
· Wieringen 
· Wieringermeer 
· Wijdewormer 
· Wognum 
· Wormer 
· Wormerveer 
· Zaandam 
· Zaandijk 
· Zeevang 
· Zijpe